# Túnel IP
Um Túnel IP é um canal de comunicações de rede no Protocolo da Internet (IP) entre duas redes. Ele é usado para transportar outro protocolo de rede pelo encapsulamento de seus pacotes.
Túneis IP são normalmente usados para conectar duas redes IP disjuntas que não possuem um caminho de roteamento nativo para cada uma, através de um protocolo de roteamento subjacente através de uma rede de transporte intermediária. Em conjunto com o protocolo IPsec eles podem ser usados para criar uma rede privada virtual entre duas ou mais redes privadas através de uma rede pública como a Internet. Outra utilização proeminente é conectar ilhas de intalações IPv6 por meio da Internet IPv4.

## Encapsulamento

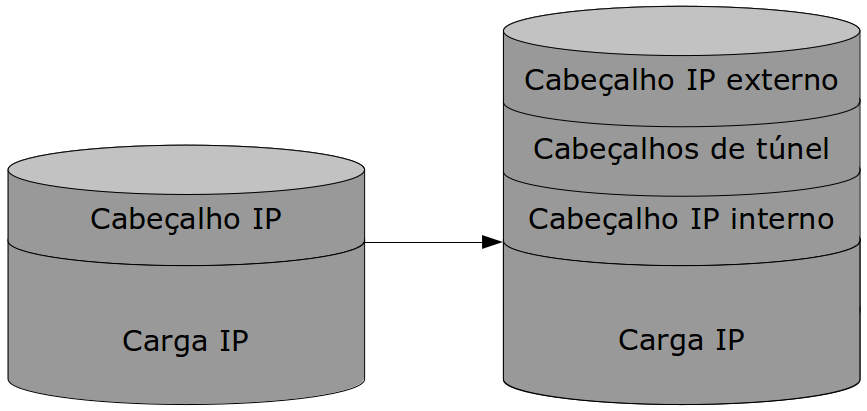
Encapsulamento de tunelamento IP

No tunelamento IP, todo pacote IP, incluindo informações de endereçamento de suas redes IP de origem e destino, é encapsulado dentro de outro formato de pacote nativo à rede de trânsito.
Nas bordas entre a rede de origem e a rede de trânsito, bem como entre a rede de trânsito e a rede de destino, são usados gateways que estabelecem os pontos-fim do túnel IP através da rede de trânsito. Desta forma, os pontos-fim do túnel IP tornam-se roteadores IP nativos que estabelecem uma rota IP padrão entre a fonte e redes de destino. Os pacotes que atravessam esses pontos-fim da rede de trânsito são desempacotados de seus cabeçalhos de formato de quadro (frame) de trânsito e rotas usadas no protocolo de tunelamento e assim convertidos no formato IP nativo e injetados na pilha IP dos pontos-fim do túnel. Além disso, quaisquer outros encapsulamentos de protocolo usados durante o transito, como IPsec ou Segurança da Camada de Transporte, são removidos.
IP em IP, algumas vezes chamado ipencap, é um exemplo do encapsulamento IP dentro do IP e é descrito no RFC 2003. Outras variantes da variedade IP-em-IP são IPv6-in-IPv4 (6in4) e IPv4-in-IPV6 (4in6).
O tunelamento IP geralmente escapa de regras de firewall simples uma vez que o endereçamento e a natureza específica dos datagramas originais são ocultados. Software de controle de conteúdo é normalmente necessário para bloquear túneis IP.